# Longfeng (häradshuvudort)
Longfeng (kinesiska: 龙凤, 龙凤街道, 龙凤区) är en häradshuvudort i Kina. Den ligger i provinsen Heilongjiang, i den nordöstra delen av landet, omkring 150 kilometer nordväst om provinshuvudstaden Harbin.
Runt Longfeng är det ganska tätbefolkat, med 120 invånare per kvadratkilometer. Närmaste större samhälle är Daqing, 9,8 km nordväst om Longfeng. Trakten runt Longfeng består i huvudsak av gräsmarker.
Genomsnittlig årsnederbörd är 739 millimeter. Den regnigaste månaden är juli, med i genomsnitt 211 mm nederbörd, och den torraste är januari, med 4 mm nederbörd.